# فرودگاه بین‌المللی انگوراه رای
 فرودگاه بین‌المللی انگوراه رای (به انگلیسی: Ngurah Rai International Airport) یک فرودگاه همگانی با کد یاتا DPS است که یک باند فرود آسفالت دارد و طول باند آن ۳۰۰۰ متر است. این فرودگاه در کشور اندونزی قرار دارد و در ارتفاع ۴ متری از سطح دریا واقع شده‌است.

## شرکت‌های هواپیمایی و مقصدهای پروازی
| شرکت‌های هواپیمایی     | مقصدهای پروازی |
| --------------------- | --- |
| Aero Dili             | فرودگاه بین‌المللی پرزیدانت نیکولو لوباتو |
| آئروفلوت              | فرودگاه بین‌المللی شرمتیوو |
| ایرآسیا               | فرودگاه بین‌المللی کوالا لامپور |
| ایرآسیا ایکس          | فرودگاه بین‌المللی کوالا لامپور |
| ایر بوسان             | فرودگاه بین‌المللی گیمهی |
| ایر ایندیا            | فرودگاه بین‌المللی ایندیرا گاندی |
| ایر نیوزیلند          | فرودگاه اوکلند |
| باتیک ایر             | فرودگاه بین‌المللی دن موئنگ، فرودگاه حلیم پرداناکوسوما، فرودگاه کومودو، فرودگاه بین‌المللی سلطان حسن‌الدین، فرودگاه بین‌المللی سام رتولنگی، فرودگاه پرث، فرودگاه چانگی سنگاپور، فرودگاه بین‌المللی جواندا |
| مالیندو ایر           | فرودگاه بریزبن، فرودگاه بین‌المللی کوالا لامپور، فرودگاه ملبورن، فرودگاه پرث، فرودگاه سیدنی |
| BBN Airlines          | فرودگاه بین‌المللی سوئکارنو-هتا |
| کاتای پاسیفیک         | فرودگاه بین‌المللی هنگ کنگ |
| سبو پسیفیک            | فرودگاه بین‌المللی نینوی آکوئینو |
| چاینا ایرلاینز        | فرودگاه بین‌المللی تائویوان تایوان |
| هواپیمایی شرقی چین    | فرودگاه بین‌المللی شانگهای پودنگ |
| هواپیمایی جنوبی چین   | فرودگاه بین‌المللی بایون گوآنگ‌ژو، فرودگاه بین‌المللی شنژن بن |
| سیتیلینک              | فرودگاه سلطان آجی محمد سلیمان، فرودگاه بین‌المللی پرزیدانت نیکولو لوباتو، فرودگاه حلیم پرداناکوسوما، فرودگاه بین‌المللی سوئکارنو-هتا، فرودگاه بین‌المللی لومبک، فرودگاه بین‌المللی سلطان حسن‌الدین، فرودگاه پرث، فرودگاه بین‌المللی جواندا |
| هواپیمایی امارات      | فرودگاه بین‌المللی دبی |
| هواپیمایی اتحاد       | فرودگاه بین‌المللی ابوظبی |
| اوا ایر               | فرودگاه بین‌المللی تائویوان تایوان |
| گارودا ایندونزیا      | فرودگاه سلطان آجی محمد سلیمان، فرودگاه بین‌المللی سوئکارنو-هتا، فرودگاه کومودو، فرودگاه بین‌المللی سلطان حسن‌الدین، فرودگاه ملبورن، فرودگاه بین‌المللی اینچئون، فرودگاه چانگی سنگاپور، فرودگاه سارونگ، فرودگاه بین‌المللی جواندا، فرودگاه سیدنی، فرودگاه بین‌المللی ناریتا، فرودگاه بین‌المللی یوگیاکارتا                                                         |
| هنگ کنگ ایرلاینز      | فرودگاه بین‌المللی هنگ کنگ |
| ایندی‌گو               | فرودگاه بین‌المللی کمپگوودا |
| ایرآسیای اندونزی      | فرودگاه سلطان آجی محمد سلیمان، فرودگاه بین‌المللی دن موئنگ، فرودگاه سیامسودین نور، فرودگاه کنز، فرودگاه بین‌المللی هنگ کنگ، فرودگاه بین‌المللی سوئکارنو-هتا، فرودگاه بین‌المللی کوتا کینابالو، فرودگاه بین‌المللی کوالا لامپور، فرودگاه کومودو، فرودگاه پرث، فرودگاه بین‌المللی پوکت، فرودگاه چانگی سنگاپور                                                      |
| ججو ایر               | فرودگاه بین‌المللی اینچئون |
| جت‌استار               | فرودگاه آدلاید، فرودگاه بریزبن، فرودگاه کنز، فرودگاه بین‌المللی داروین، فرودگاه ملبورن، فرودگاه پرث، فرودگاه سیدنی |
| جت‌استار آسیا ایرویز   | فرودگاه چانگی سنگاپور |
| جونیائو ایرلاینز      | فرودگاه بین‌المللی شانگهای پودنگ |
| کاال‌ام                | فرودگاه شیپخول آمستردام، فرودگاه چانگی سنگاپور |
| کورین ایر             | فرودگاه بین‌المللی اینچئون |
| لاین ایر              | فرودگاه سلطان آجی محمد سلیمان، فرودگاه سیامسودین نور، فرودگاه بین‌المللی سوئکارنو-هتا، فرودگاه ال تاری، فرودگاه بین‌المللی سلطان حسن‌الدین، فرودگاه بین‌المللی سام رتولنگی، فرودگاه بین‌المللی کوالا نامو، فرودگاه سلطان محمود بدرالدین دوم، فرودگاه بین‌المللی اچماد یانی، فرودگاه بین‌المللی ادیسومارمو، فرودگاه بین‌المللی جواندا، فرودگاه بین‌المللی یوگیاکارتا |
| مالزی ایرلاینز        | فرودگاه بین‌المللی کوالا لامپور |
| نام ایر               | فرودگاه بین‌المللی سوئکارنو-هتا، فرودگاه تامبولاکا |
| پلیتا ایر سرویس       | فرودگاه بین‌المللی سوئکارنو-هتا |
| فیلیپین ایرلاینز      | فرودگاه بین‌المللی نینوی آکوئینو |
| کانتاس                | فرودگاه ملبورن، فرودگاه سیدنی |
| هواپیمایی قطر         | فرودگاه بین‌المللی حمد |
| اسکوت                 | فرودگاه چانگی سنگاپور |
| سنگاپور ایرلاینز      | فرودگاه چانگی سنگاپور |
| Super Air Jet         | Bandung–Kertajati, فرودگاه بین‌المللی سوئکارنو-هتا، فرودگاه سوپادیو، فرودگاه بین‌المللی جواندا |
| تای ایرآسیا           | فرودگاه بین‌المللی دن موئنگ |
| تای ایرویز اینترنشنال | فرودگاه بین‌المللی سووارنابومی |
| ترنس‌نوسا ایر سرویسز   | فرودگاه بین‌المللی سوئکارنو-هتا، فرودگاه بین‌المللی سام رتولنگی |
| ترکیش ایرلاینز        | فرودگاه استانبول |
| ویت‌جت ایر             | فرودگاه بین‌المللی نوا به، فرودگاه بین‌المللی تان سون نهات |
| ویرجین استرالیا       | فرودگاه آدلاید، فرودگاه بریزبن، فرودگاه گولد کوست، فرودگاه ملبورن، فرودگاه سیدنی |
| وینگز ایر             | فرودگاه بیما، فرودگاه بین‌المللی لومبک، فرودگاه برانگبیی، فرودگاه تامبولاکا، فرودگاه ما هو |
| ژیامن ایرلاینز        | فرودگاه بین‌المللی زیامن گائوچی |

1. ↑  مانادو ادامهٔ پرواز ماکاسار با همان شمارهٔ پرواز است.
2. ↑  آمستردام ادامهٔ پرواز سنگاپور با همان شمارهٔ پرواز است.
3. ↑  مانادو ادامهٔ پرواز ماکاسار با همان شمارهٔ پرواز است.